# Asuma Sarutobi
Asuma Sarutobi (猿飛 アスマ, Sarutobi Asuma) és un personatge fictici de la sèrie de manganime Naruto. Expert shinobi, és conegut per haver estat el sensei de l'Equip 10, compost per Choji Akimichi, Shikamaru Nara i Ino Yamanaka.

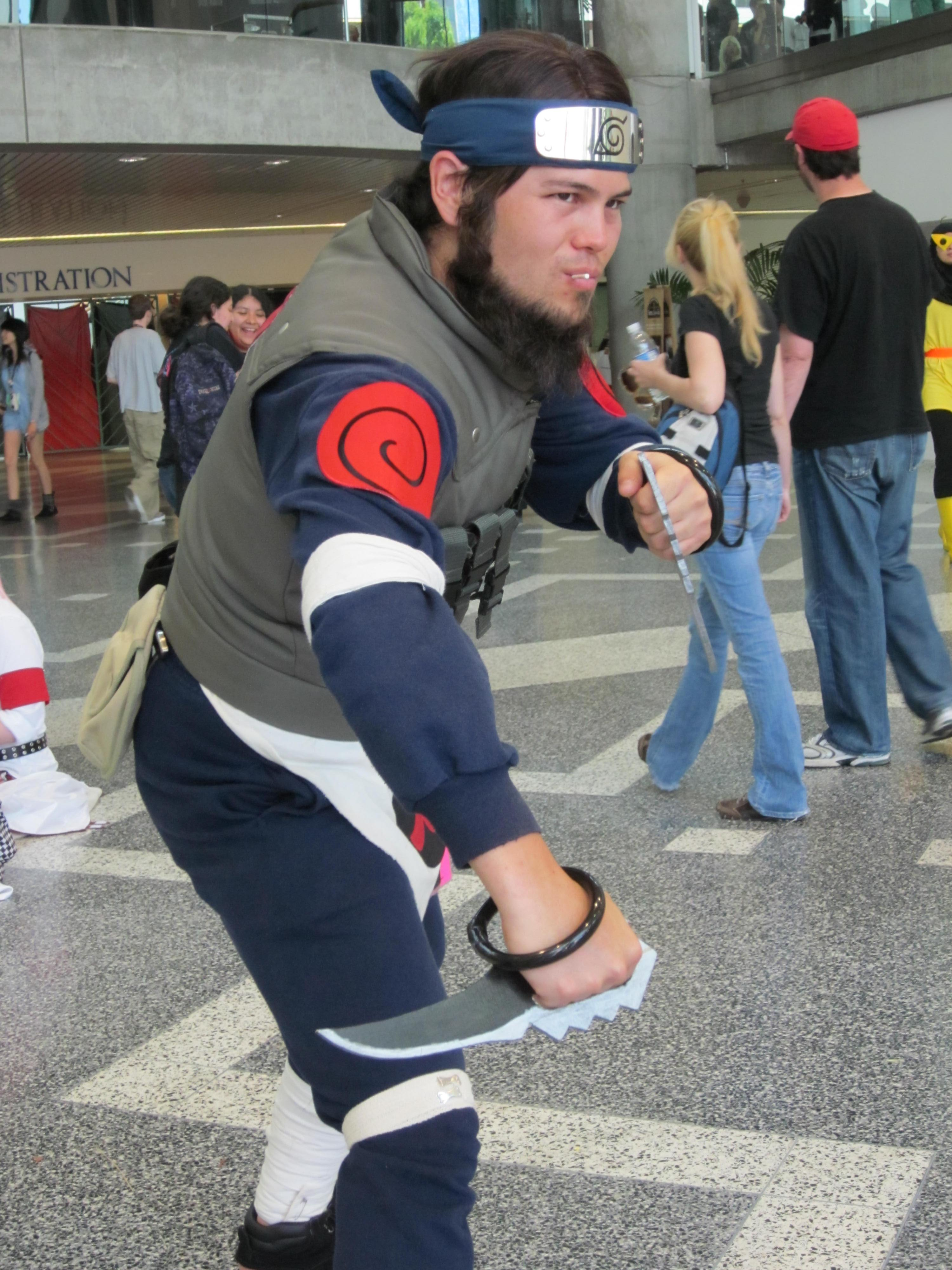
Representació del personatge a la FanimeCon de 2010.

Nascut un 18 d'octubre, és un habità de Leaf Village, fill de Hiruzen Sarutobi (el Tercer Mestre Hokage) i de Biwako Sarutobi. És descendent, doncs, d'un llinatge de ninges il·lustres, a més de ser l'oncle de Konohamaru. Malgrat que se l'estima, al llarg de la vida té diverses discrepàncies amb el seu pare, un home molt respectat a la població. En canvi, va perdre la mare quan era un infant per culpa d'Obito Uchiha, que encapçalava el grup Akatsuki.
S'entrena a l'Acadèmia Ninja, de la qual es gradua a 9 anys amb el títol de genin (el més baix reservat als samurais). Quan en té 12, esdevé chunin (un grau més alt). Finalment, a 20 anys, es torna jonin (ninja expert) i assumeix les responsabilitats que corresponen a aquest rang, excepte en un període de desavinences amb el seu pare, en què no s'està a Leaf Village. Mentre no hi és, treballa com a defensor del líder del país dins del grup dels Dotze Guardians Ninja.
Té una habilitat especial per a utilitzar l'Element Vent, com Naruto mateix, a qui entrena durant un temps a l'inici de la sèrie. També té certa afinitat amb l'Element Foc.
Vesteix un uniforme militar comú, però hi afegeix una faixa com a element particular. És de l'època en què va formar part de l'equip de defensa personal del governant del país, Konoha. L'integra en el vestuari habitual com a símbol de lleialtat.
Mor en una batalla contra Hidan i Kazuku del grup Akatsuki, en el marc d'una missió. Asuma és el segon de la família Sarutobi a faltar en el transcurs de la sèrie animada. L'audiència no s'esperava aquest desenllaç. La mort d'Asuma constitueix un punt d'inflexió per a Shikamaru Nara, un dels seus deixebles, que eventualment se'n venja assassinant Hidan.
A més de tenir una bona relació amb els seus aprenents, és amic de Kakashi Hatake i Maito Gai. D'altra banda, a l'Acadèmia Ninja coneix Jonin Kurenai Yūhi, amb qui manté més endavant una relació amorosa. Tot i que no es casen formalment, ella dona a llum la Mirai, una filla en comú, quan Asuma ja és mort. Tanmateix, el nom Mirai (lit. ‘futur’) li és assignat pel pare, que li reserva la tasca futura de protegir el rei que ell mateix ha defensat en vida.
El rerefons personal del personatge ha estat explorat amb més profunditat per l'anime que pel manga original.